# Sari Szasz
Sari Szasz, född Kolosvary, 1922, i Cluj-Napoca, Rumänien, död 19 februari 2006, var en rumänsk bordtennisspelare och världsmästare i lag.
Sari Kolosvary föddes 1922 i Cluj-Napoca. Hon gifte sig omkring 1950 och använde sedan namnet Sari Szasz. Szasz kom att hamna i skuggan av Angelica Rozeanu under hela 1940- och 1950-talen och blev aldrig rumänsk mästare i singel. I dubbel vann de emellertid sju titlar tillsammans (1940, 1946, 1947, 1948, 1950, 1951, 1952).
1939 deltog Szasz för första gången i ett världsmästerskap. Där tog hon sig till finalen i dubbel tillsammans med Angelica Rozeanu, de förlorade där mot Hilde Bussmann / Gertrude Pritzi från Tyskland. Hon spelade även i det rumänska laget som kom på en tredje plats i lagtävlingen. 
1950 tog Szasz sig till semifinal i singel och i lag tog hon tillsammans med det rumänska laget. I oktober samma år var hon rankad på tredje plats på ITTF:s världsrankning. 1951 tog hon sig på nytt till final i dubbel med Angelica Rozeanu. Denna gången blev de engelska tvillingarna Diane Rowe / Rosalind Rowe för svåra och det blev en till silvermedalj för Szasz. 
Szasz vann fyra guldmedaljer i lagtävlingen tillsammans med det rumänska laget, 1950, 1951, 1953 och 1955.

## Meriter
- Bordtennis VM
  - 1939 i Kairo
    - 2:a plats dubbel med Angelica Rozeanu
    - 3:e plats med det rumänska laget

  - 1948 i London
    - 3:e plats med det rumänska laget

  - 1950 i Budapest
    - 3:e plats singel
    - 1:a plats med det rumänska laget

  - 1951 i Wien
    - 2:a plats med Angelica Rozeanu
    - 1:a plats med det rumänska laget

  - 1952 i Bombay
    - kvartsfinal singel
    - kvartsfinal dubbel
    - 2:a plats med det rumänska laget

  - 1953 i Bukarest
    - 1:a plats med det rumänska laget

  - 1954 i London
    - 4:e plats med det rumänska laget

  - 1955 i Utrecht
    - kvartsfinal singel
    - 1:a plats med det rumänska laget